# Le Temps des arpenteurs

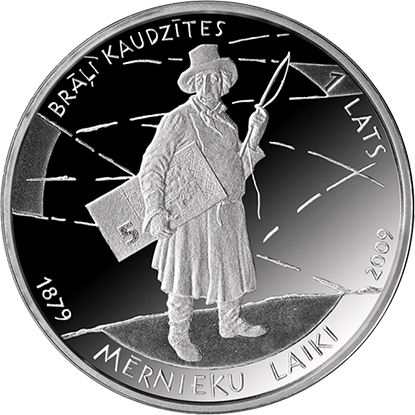
Pièce commémorative Lats

Le Temps des arpenteurs (titre original : Mērnieku laiki) est le premier roman réaliste en langue lettone écrit par les frères Reinis et Matīss Kaudzīte, instituteurs originaires de Vecpiebalga, avec les illustrations d'Eduards Brencēns en 1879,. Il raconte la vie dans la province de Livonie à la fin du XIXe siècle, au moment de la redistribution des terres des grands propriétaires fonciers allemands instituée par Alexandre II de Russie. Le roman est porté à l'écran par Voldemārs Pūce en 1968. En 2009, la Banque de Lettonie a émis une pièce commémorative de 1 Lats pour le 130e anniversaire de la publication du roman. Le roman fait partie du Canon culturel letton. 